# François Lepescheux-Dauvais
François Lepescheux-Dauvais (9 décembre 1754, Laval - 27 avril 1827, Laval), médecin et homme politique français. Il est  maire de Laval de 1792 à 1794.

## Biographie
Joseph François Le Pescheux d'Auvers est le fils de René Le Pescheux, sieur du Verger, et de Michelle Buchet. Il épouse sa cousine Renée Le Pescheux de La Couldre, fille d'Augustin Le Pescheux, sieur de La Coudre, et de Marie Bertron de La Pignerie.
Il est reçu docteur en médecine de la Faculté d'Angers le 18 juin 1776, et vient s'établir à Laval. Le 15 novembre 1790, il est nommé procureur de la Commune ; le 12 décembre 1791, il accepte le poste de maire de Laval, refusé par les autres. Il est réélu en 1792, et maintenu dans cette charge en l'an II (2 avril 1794), par René François-Primaudière, malgré ses attaches fédéralistes.
Jean-François Boursault-Malherbe le destitue le 27 brumaire an III (17 novembre 1794). En l'an IV, il est membre du jury d'examen des candidats au professoral à l'Ecole centrale de Laval, puis commissaire national près le tribunal du district. Il est nommé le 21 brumaire an IV (15 novembre 1795), commissaire du directoire exécutif près de l'administration municipale de Laval. Il est médecin attaché au service des pauvres et des prisons, membre du Conseil de salubrité de Laval.

## Sources partielles
: document utilisé comme source pour la rédaction de cet article..
- « François Lepescheux-Dauvais », dans Alphonse-Victor Angot et Ferdinand Gaugain, Dictionnaire historique, topographique et biographique de la Mayenne, Laval, A. Goupil, 1900-1910 [détail des éditions] (BNF 34106789, présentation en ligne)
- Paul Delaunay, Vieux médecins mayennais